# Recoules-Prévinquières
Recoules-Prévinquières é uma ex-comuna francesa na região administrativa de Occitânia, no departamento de Aveyron. Estendeu-se por uma área de 25,2 km². Em 2010 a comuna tinha 471 habitantes (densidade: 18,7 hab./km²).
Em 1 de janeiro de 2016 foi fundida com as comunas de Sévérac-le-Château, Buzeins, Lapanouse e Lavernhe para a criação da nova comuna de Sévérac-d'Aveyron.